# Nobeltorget

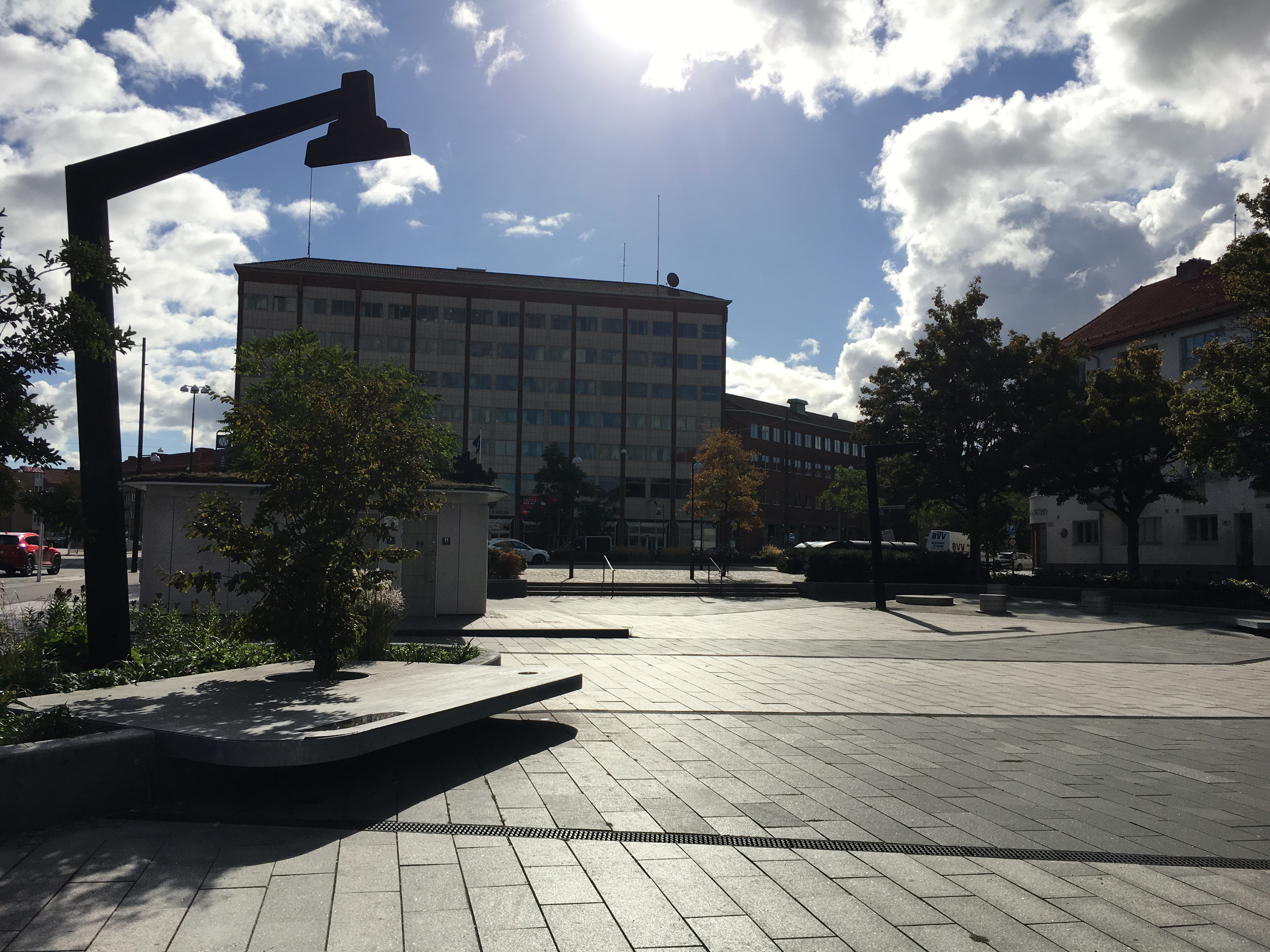
Nobeltorget (2018).

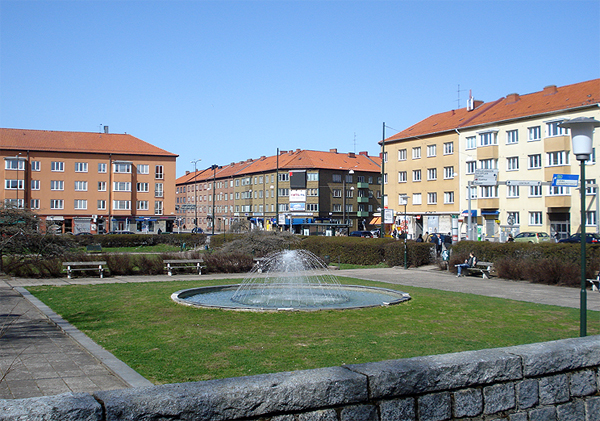
Nobeltorget (2011).

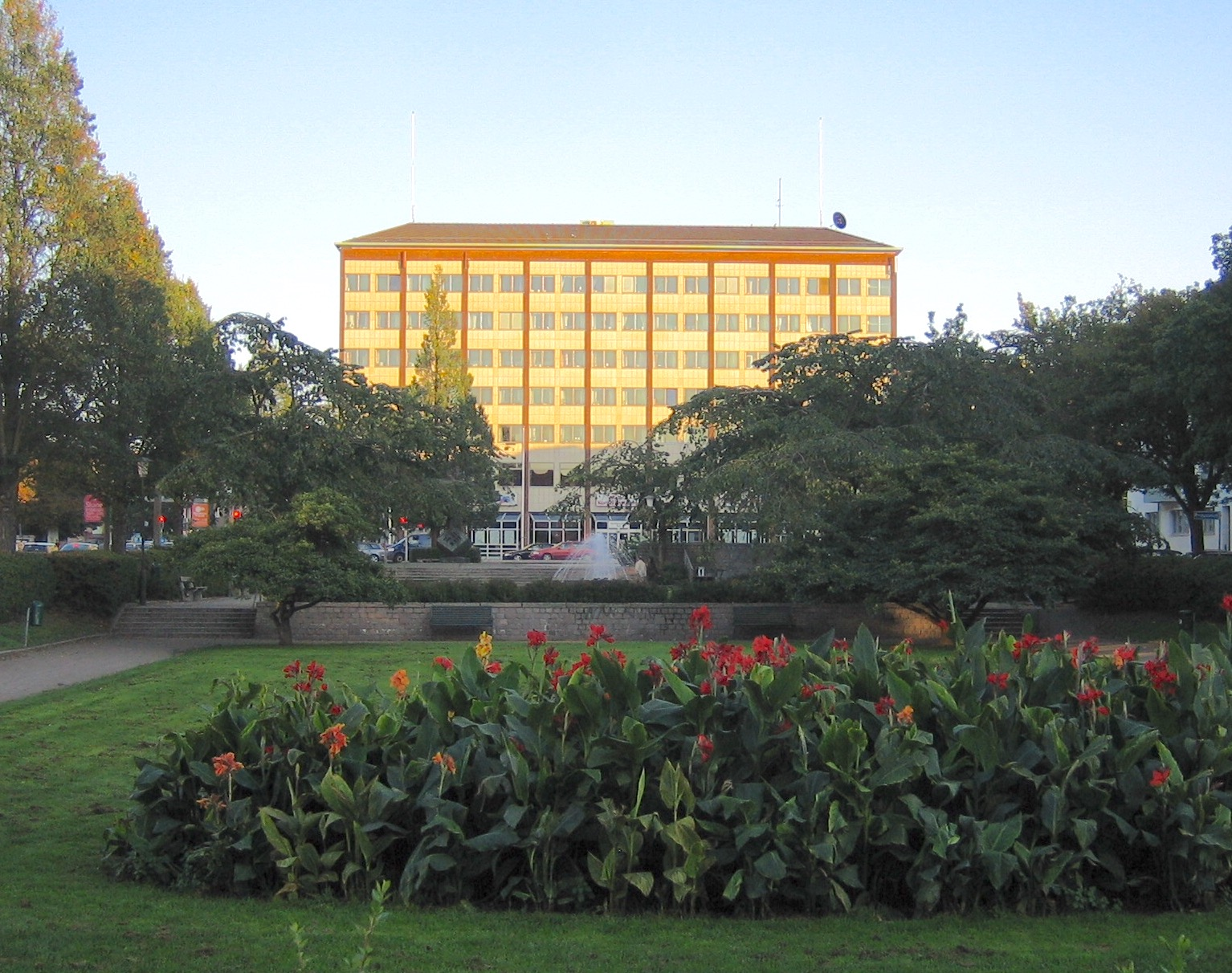
Nobeltorget med Folkets hus i bakgrunden (2006).

Nobeltorget är en av Malmös mest trafikerade platser i korsningen av Nobelvägen och Amiralsgatan. Vid torget börjar även genomfartsleden Lantmannagatan. På Nobeltorget stannar busslinjerna 3, 5 och 32.
Torget tillkom 1932 efter en stadsplan av Erik Bülow-Hübe. I samband med detta ändrades namnet på Nobelplan (tillkommet 1904 som "Nobelplanen") till Södervärnsplan. En mindre del av Nobeltorget, framför Folkets hus, fick 1987 namnet Olof Palmes plats.
Torget genomgick en omfattande ombyggnad 2015–2016. Man tog då bort gräsmattorna, en damm med fontän samt en krigsbranddamm. En tanke var att torget skulle bli "öppnare och lättare att korsa för både fotgängare och cyklister." Renoveringen kom att kosta 28,8 miljoner kronor.
Sju år efter att ombyggnaden blivit klar uttalade sig kommunalrådet Andreas Schönström om att renoveringen inte blivit bra och kallade Nobeltorget "sterilt". Kommunen har beslutat att införa "tillfällig grönska" i form av träd i krukor, något man hoppas ska få förbipasserande att stanna till på torget.